# Grewia puttkameri
Grewia puttkameri là một loài thực vật có hoa trong họ Cẩm quỳ. Loài này được Warb. mô tả khoa học đầu tiên năm 1891.